# Túnel Norte-Sur del S-Bahn de Berlín
Para el túnel norte-sur de Berlín utilizado por trenes de larga distancia, véase Nuevo túnel ferroviario bajo el Tiergarten (Berlín).
El túnel Norte-Sur del S-Bahn de Berlín (Nord-Süd-Tunnel en alemán) es una sección del S-Bahn de Berlín bajo el centro de la ciudad. El nombre "Túnel Norte-Sur" también se utiliza para el nuevo túnel ferroviario bajo el Tiergarten que forma parte de la línea principal norte-sur utilizado por trenes interurbanos y trenes regionales. La línea Norte-Sur que utiliza este túnel abarca la ruta desde "Bornholmer Straße" y "Gesundbrunnen" a través de "Friedrichstraße" y "Anhalter Bahnhof" hasta "Papestraße" (hoy Südkreuz) y "Schöneberg".

## Función
Este túnel fue inicialmente previsto para ofrecer una conexión de S-Bahn desde las estaciones de Anhalter Bahnhof y Potsdamer Bahnhof (por aquel entonces estaciones donde finalizaban servicios de larga distancia) con las líneas S-Bahn este-oeste (Stadtbahn) en la estación Friedrichstraße. El túnel conecta tres líneas suburbanas del sur de Berlín (el ferrocarril "Wannsee", la línea suburbana "Anhalt" y la "Línea de Dresde") con tres líneas suburbanas del norte de Berlín (el ferrocarril "Dremmen", el ferrocarril "del Norte" y la línea "Stettiner").

## Especificaciones
Debito a que el túnel recorre el centro de la ciudad, las curvas son de radios menores que en otras líneas. Al existir una curva con radio de solo 150 m y para que los trenes puedan operar con seguridad, se han tenido que desarrollar ruedas especiales para evitar descarrilamientos. La altura también está restringida, por este motivo algunos modelos de vagones del S-Bahn no están autorizados a usar el túnel.
Las restricciones en la altura y la longitud de los coches (debido a los radios de las curvas) limitan los trenes que se pueden utilizarse en el túnel. De hecho los trenes construidos para los sistemas de "S-Bahn" de otras ciudades alemanas no pueden ser utilizados en este túnel de Berlín.

## Estaciones
- Humboldthain: Situada a nivel del suelo junto a la entrada norte del túnel.
- Nordbahnhof: Hasta 1950 llamada Stettiner Bahnhof. La estación anterior dejó de ser usasa en 1952 y posteriormente fue demolida.
- Oranienburger Straße.
- Friedrichstraße: Esta estación es un intercambiador con las líneas de S-Bahn que circulan por el Stadtbahn y con la línea 6 del U-Bahn.
- Brandenburger Tor: Situada en la Plaza de París, junto a la Puerta de Brandenburgo.
- Potsdamer Platz: La estación es utilizada además por trenes regionales e intercity. Una estación con el mismo nombre y situada en el mismo lugar pero a nivel del suelo funcionó hasta 1945
- Anhalter Bahnhof: Una estación con el mismo nombre y situada en el mismo lugar pero a nivel del suelo funcionó hasta 1952 y fue demolida en 1960 (excepto el portal de la estación).